# Roi Ling de Chu
Le Roi Ling de Chu (chinois simplifié : 楚灵王 ; chinois traditionnel : 楚靈王 ; pinyin : Chǔ Líng Wáng), (???-529 av. J.C), est le neuvième Roi de l'état de Chu. Il règne de 540 a 529 av J.-C., durant la Période des Printemps et Automnes, de l'histoire de la Chine. Son nom de naissance est "Xiong Wei" (chinois : 熊圍), "Roi Ling" étant son nom posthume, et avant de monter sur le trône, il est connu comme étant le Prince Wei (chinois : 公子圍).

## Accession au pouvoir
Wei est le deuxième fils du Roi Gong de Chu, le frère cadet du Roi Kang de Chu et l'oncle de Jia'ao. Lorsque ce dernier devient roi, il nomme son oncle Wei au poste de Lingyin (premier ministre) du Chu. Même si Wei n'a qu'un poste de ministre, dès le début, il se comporte comme s'il était le roi. À cette époque, il est marié à une femme appartenant au clan Feng de l'État de Zheng. Profitant de la maladie de Jia'ao, Wei assassine son neveu ainsi que ses deux fils. Il enterre Jia'ao à Jia, choisissant le nom posthume du défunt en fonction du lieu où repose feu le jeune roi. Ceci fait, Wei monte sur le trône et change son nom personnel en Xiong Qian (chinois : 熊虔). À la suite de ce régicide, deux de ses jeunes frères, Xiong Bi et Xiong Heigong, s'enfuient, craignant pour leur vie.
Comme le roi Ling n'a pas obtenu le trône légalement, il est désireux de se faire une bonne réputation auprès des autres seigneurs. À cette époque, Qing Feng, un ancien premier ministre de Qi et l'un des assassins du duc Zhuang II de Qi, s'est réfugié dans l'État de Wu, dont le roi lui a donné un poste officiel dans la ville de Zhufang. Le roi Ling pille Zhufang, capture Qing Feng et tue toute sa famille Qing. Devant les autres seigneurs, il ordonne à Qing Feng de dire : « Ne suivez jamais l'exemple de Qing Feng, qui a assassiné son duc, intimidé le peuple et menacé d'autres ministres pour qu'ils le soutiennent ». Mais malgré la situation, Qing Feng se rebiffe contre le roi Ling en disant : « Ne suivez jamais l'exemple du prince Wei de Chu, qui a assassiné le roi qui était le fils de son frère aîné et menace d'autres seigneurs pour obtenir leur soutien ». Furieux, Ling donne immédiatement l'ordre d'exécuter Qing Feng.
Durant la troisième année qui suit sa prise de pouvoir, le roi Ling tente de rassembler les seigneurs à Shen, une cité de l'État de Chu, mais il obtient un résultat décevant. 
En 534 av. J.-C., l'État de Chen souffre de troubles internes. En effet, le duc Ai de Chen privilégie son deuxième fils, Liu, plutôt que son fils ainé et héritier légal Yanshi. Il demande donc à ses jeunes frères Zhao et Guo de s'assurer que Yanshi transmettra bien le trône à Liu le moment venu. Mais Zhao et Guo savaient que Yanshi préférerait transmettre le trône à son fils Wu, qui est adulte. Les deux frères décident donc de tuer Yanshi, ce qui entraine également la mort du Duc Ai, qui ne se remet pas du choc qu'il reçoit lorsqu'il apprend ce qu'il c'est passé. Zhao et Guo choissisent Liu comme nouveau marquis de Chen, tandis que Wu et Sheng, le plus jeune fils du Duc Ai, vont demander de l'aide du Roi Ling. Le roi Ling répond à leur demande en conquérant rapidement Chen. Liu s'enfuit, tandis que Zhao tue Guo et lui attribue tous les torts. Au lieu d'installer Wu comme nouveau marquis, le roi Ling fait de Chen une préfecture du Chu, détruit le temple ancestral de la famille régnante et ramène Wu à Chu. Il nomme ensuite un général nommé Chuan Fengshu Duc de Chen.
En 531 av. J.-C., le roi Ling réussi à duper et capturé le marquis Ling de Cai. Il accuse ce dernier d'avoir tué son propre père, le marquis Jing de Cai, avant de le faire exécuté. Il ordonne également à son plus jeune frère, le prince Qiji, d'attaquer l'État de Cai. D'autres seigneurs essayent de faire office de médiateurs, mais leurs tentatives sont vaines. Finalement, Qiji pille Cai et capture You, l'héritier du trône de cet état. Afin de montrer son respect pour les dieux, le roi Ling donne l'ordre d'exécuter You. Qiji devient ensuite le nouveau Duc de Cai. Il conquiert également d'autres états mineurs, dont il fait déplacer les habitants.
Quelques années plus tard, après avoir été frustré par une défaite contre les troupes du Wu, le roi Ling fait construire un grand palais pour son plaisir. Le palais est nommé Palais Zhanghua et possède une haute terrasse. À la même époque, il considère que les origines de la famille de son épouse sont trop humbles pour une reine du Chu. Il cherche donc à épouser une femme originaire de l'État de Jin. Une fois arrivé à ses fins, il fait de sa nouvelle épouse la reine du Chu.

## Chute
Durant l'hiver 529 av. J.-C., le roi Ling attaque l'État de Xu et installe son camp à Qianxi. Alors qu'il est sur le point de se replier, ses généraux remportent quelques victoires, ce qui rend le roi Ling trop confiant et lui fait choisir de rester sur place, persuadé qu'il finira par prendre et piller Xu, a lieu de rentrer dans sa capitale.
Mais pendant l'absence du roi Ling, un coup d'état a lieu au Chu. Qiji, le Duc de Cai, décide de s'unir avec ses frères aînés Bi et Heigong ainsi qu'avec les habitants de Chen et Cai. Chuan Fengshu, le Duc de Chen, n'arrive pas à stopper les conjurés et est tué. Qiji part avec ses soldats jusqu'à Ying, qu'il met à sac. Wei Pi, le Lingyin de Ling, se suicide et les deux fils du roi Ling, le prince héritier Lu et le prince Pidi, sont tués par Qiji. Le prince Bi monte alors sur le trône. Il est connu sous le nom posthume de Zi'ao.

## Mort
Après la prise du pouvoir par le roi Zi'ao, les rebelles envoient le message suivant aux soldats du roi Ling : "Si vous vous rendez au nouveau roi, vous garderez vos postes et terres actuels ; sinon, vous serez sévèrement punis". Dès que l'information se répand au sein de l'armée, la plupart des soldats se dispersent, ne laissant que quelques centaines de personnes restées fidèles au roi Ling. Dans le même temps, le roi est très attristé par la mort de ses fils, mais quand un de ses serviteurs lui dit que cela est arrivé parce qu'il a tué trop de fils d'autres personnes, Ling cesse de pleurer.
Zheng Dan, un ministre encore loyal au roi, essaye de donner des conseils judicieux à Ling pour redresser la situation. Mais le roi sait qu'il ne peut rien faire. Finalement, Zheng Dan se rend chez les rebelles et leur dit que le roi est déprimé par ce qu'il se passe.
Finalement, le roi Ling se retrouve pratiquement seul et, comme les rebelles menacent les habitants de la région en leur disant de ne pas lui fournir de nourriture ou d'abri, il finit par souffrir de la faim. Heureusement pour lui, il y a encore quelqu'un qui est prêt à l'héberger. Cet homme, Shen Hai, est le fils d'un ancien ministre nommé Shen Wuyu. Wuyu avait offensé le roi Ling à deux reprises, mais malgré cela, il n'avais jamais été puni. Voyant dans quelle situation se retrouvait Ling, Wuyu a dit à son fils de payer la dette de gratitude qu'il avait envers le roi. Shen Hai conduit donc le roi Ling chez lui, lui offre un repas et demande à ses deux filles de coucher avec lui s'il le désire. Mais Ling est trop triste pour faire l'amour avec les jeunes filles, et passe sa nuit à pleurer. À minuit, Shen Hai apprend que le roi c'est suicidé. Hai enterre alors le roi Ling et tue ses deux filles en guise de sacrifice.
Cependant, les rebelles ne sont pas au courant de la mort du roi. Convaincu par ses conseillers que le roi est toujours en vie, Qiji dit aux rebelles que le roi Ling revient avec ses soldats. Horrifiés, le roi Zi'ao et Heigong se suicident. Tous ses frères aînés étant morts, Qiji devient le nouveau roi en tant que Roi Ping de Chu. Sans savoir que le roi Ling est mort, Ping trouve un cadavre et déclare qu'il s'agit de celui du roi Ling. Plus tard, Shen Hai lui raconte la mort et l'enterrement du véritable roi Ling. Le roi Ping fait alors exhumer le corps de son frère aîné, avant de le ré-enterrer selon le rituel prévu pour les roi du Chu, tout en lui attribuant le nom posthume péjoratif de "Roi Ling".

## Postérité
Arrivé au pouvoir grâce à un triple meurtre, le roi Ling est considéré comme un souverain ambitieux mais violent. Après sa prise de pouvoir, certains ministres innocents de tout crime, tels que Wei Yan, Bo Zhouli et Qu Shen sont exécutés. 
Cependant, le portrait du roi Ling mérite d'être nuancé, car il a prouvé à plusieurs reprises qu'il savait agir de manière posée. Par exemple, il se trouve que Chuan Fengshu a menacé de mort Ling, lors d'une dispute portant sur des événements impliquant Xiong Yi, l’ancêtre du roi, et survenu à l'époque du roi Kang de Zhou (r. 1020 à 996 av. J.-C.). Au lieu de se venger et de le faire exécuter, le roi Ling l'a élevé au rang de duc. Lorsqu'il capture des ministres loyaux de ses ennemis, le roi Ling les fait rarement exécuter. Au lieu de cela, il les relâche, ou même les prend à son service et ils deviennent des ministres du Chu. En fait, certains des conseillers du roi Ping sont les anciens ministres de Cai, qu'il a recrutés après avoir annexé leur état. Pendant sa campagne contre Xu, il exprime son admiration pour un historien nommé Yi Xiang, qu'il qualifie de « bon historien », avant de demander à Zheng Dan de le respecter.